# 大草公弼
大草 公弼（おおくさ きみすけ、安永4年〈1775年〉 - 文化14年8月24日〈1817年10月4日〉）は、江戸時代の国学者で、幕臣。通称は熊蔵、熊吉、大次郎。野木瓜亭の号を用い随筆家としても活躍した。子に大草振鷺がいる。
京都二条の御門頭間宮氏の生まれだが、大草氏に養子に入って幕府に出仕、膨大な蔵書の管理を担当し、諸家系譜編纂員を務めた。公弼自身も、日本中世史の分野に豊富な知識を持っていた事を活かし、南北朝時代に南朝への忠勤に励んだ義士達の事績を纏め上げた『南山巡狩録』、南朝の文芸について詳述した『南山遺草』を認め、幕府に献上した。植木玉厓と深い交流があった。